# 泖河

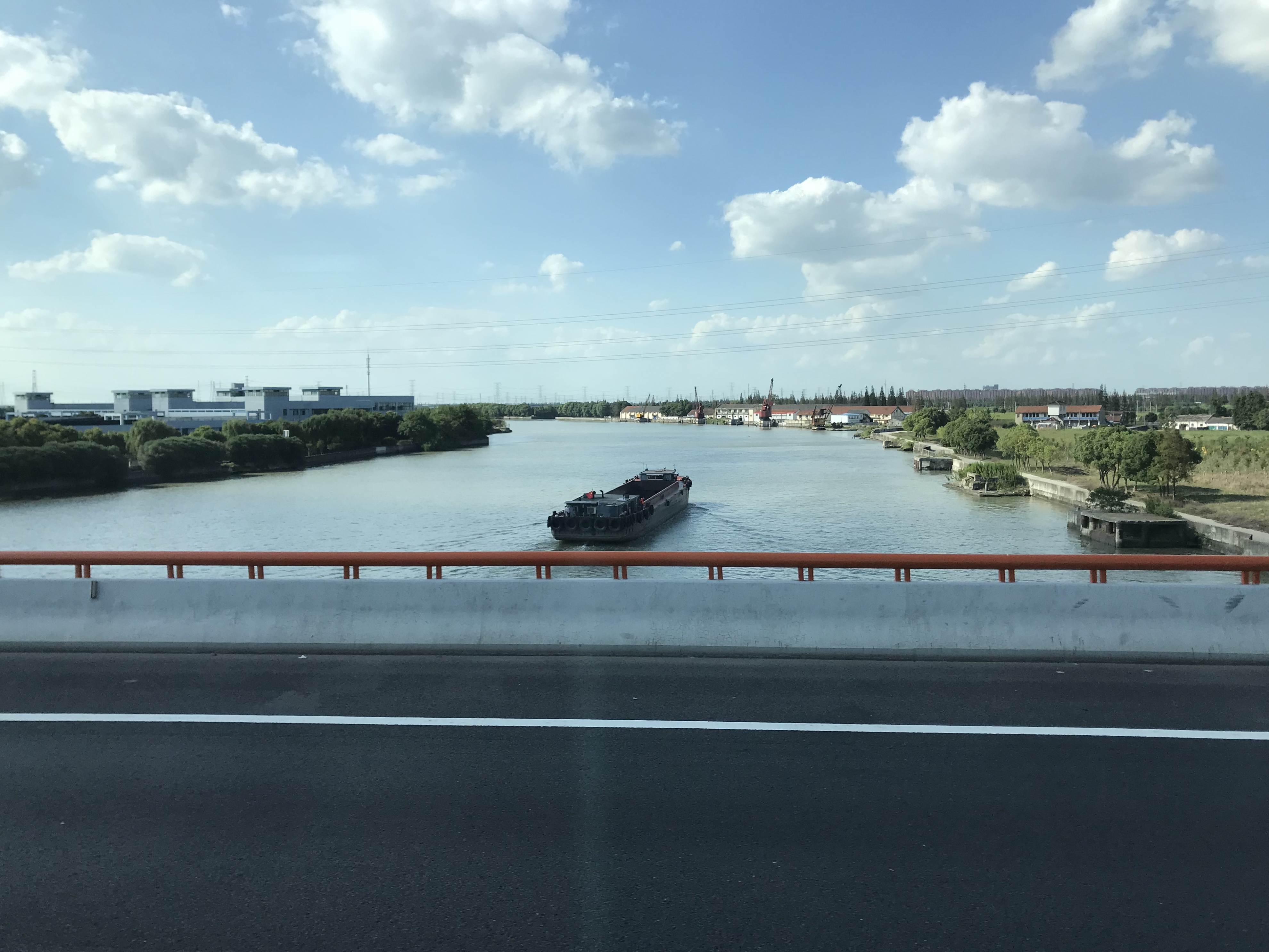
从沪昆高速公路的桥上望泖河

泖河，是上海市青浦区和松江区交界处的河流，承接淀山湖和太浦河来水，流入黄浦江，是太湖入海的水道。长10.5千米。宋代因河宽如湖称泖湖。